# كاتدرائية روتشستر
كاتدرائية روتشستر هي كاتدرائية تتبع كنيسة إنجلترا تقع في روتشستر، كنت.